# Giulia Valle
Giulia Valle (Sanremo, 1972) és una intèrpret de contrabaix i compositora de música jazz catalana amb gran projecció internacional.
Des de l'any 2003, Giulia Valle també es dedica a la docència, a l'Escola Superior de Música de Catalunya i a l'Escola de Música Moderna de Badalona.

## Discografia

### Com a líder
- 2004: Colorista. Fresh Sound Records. Amb Giulia Valle Group.
- 2007: Danza Imprevista. F.S. Records. Amb Giulia Valle Group.
- 2008: Enchanted House. F.S Records. Amb Giulia Valle Trio (Jason Lindner i Marc Ayza).
- 2010: Berenice. F.S Records. Amb Giulia Valle Group.
- 2012: Live. F.S Records. Amb Giulia Valle Group.
- 2015: Líbera. Temps Record. Amb Giulia Valle Ensemble.
- 2016: Live in San Francisco. Discmedi. Amb Giulia Valle Trio.

### Com a colíder
- 2001: Micamale. F.S Records. Amb Dani Pérez i Benet Palet.
- 2001: 1,2,3, etc. F.S Records. Amb Jason Lindner i Marc Ayza.
- 2003: This Way Out. Omnitone Records. Amb John Mc Neil.
- 2003: Happy. FS Records. Amb Bill Mc Henry i Joe Smith
- 2008: We Sing Bill Evans. F.S. Records. Amb Joan Díaz i Silvia Pérez.

## Premis
- 2006: Premi al/a Compositor/a de l'any, per l'Associació de músics de jazz i música moderna de Catalunya (AMJM).
- 2007: Compositor/a de l'any (AMJM).
- 2007: Grup de l'any "Giulia Valle Group" (AMJM).
- 2009: Compositor/a de l'any (AMJM).
- 2009. Premi especial de la premsa Enderrock pel disc "We Sing Bill Evans".
- 2010: Premi especial del Festival Altaveu per la trajectòria artística.
- 2010: Compositor/a de l'any (AMJM).
- 2010: Grup de l'any (AMJM).